# Hubert Petschnigg

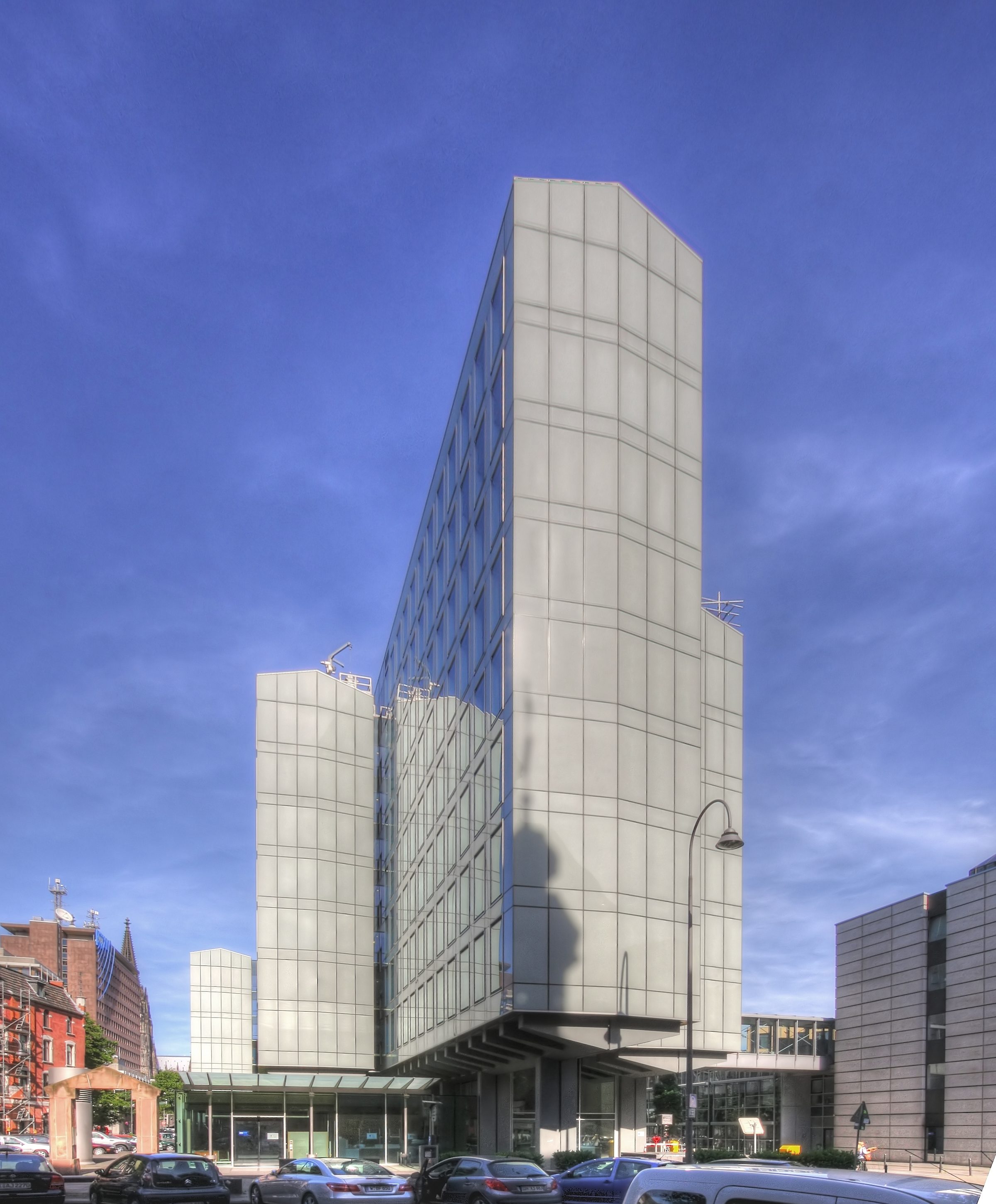
Vierscheibenhaus (WDR Köln). Ansicht von der Neven-Dumont-Straße.

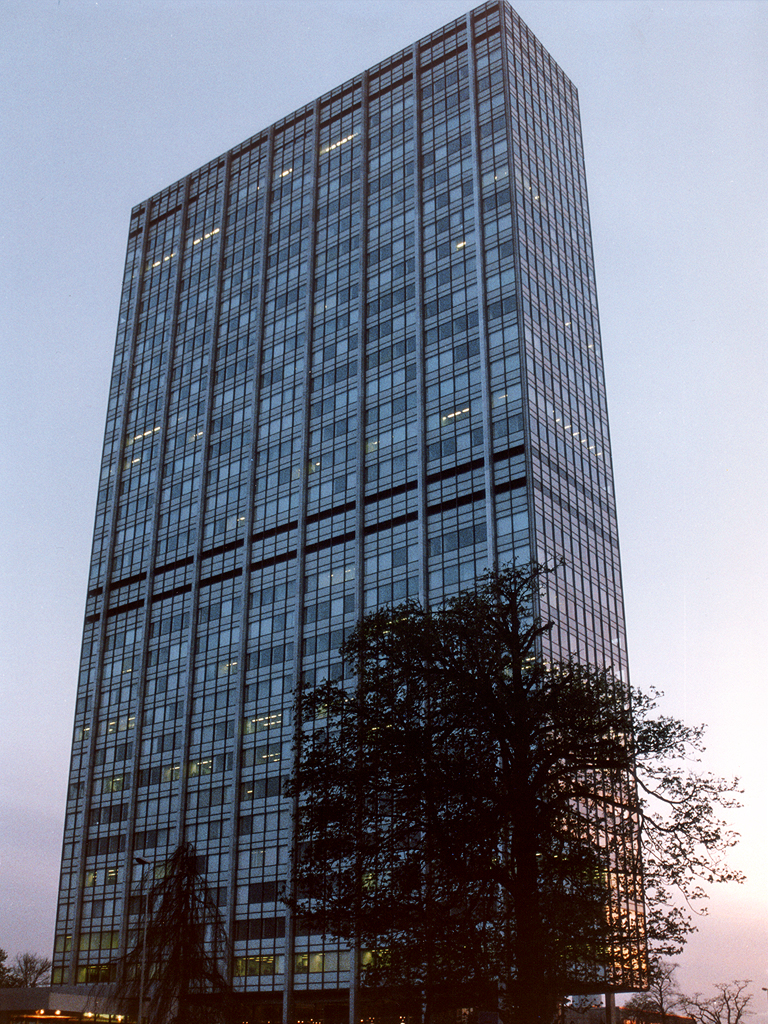
Ansicht des Bayer-Hochhauses in Leverkusen

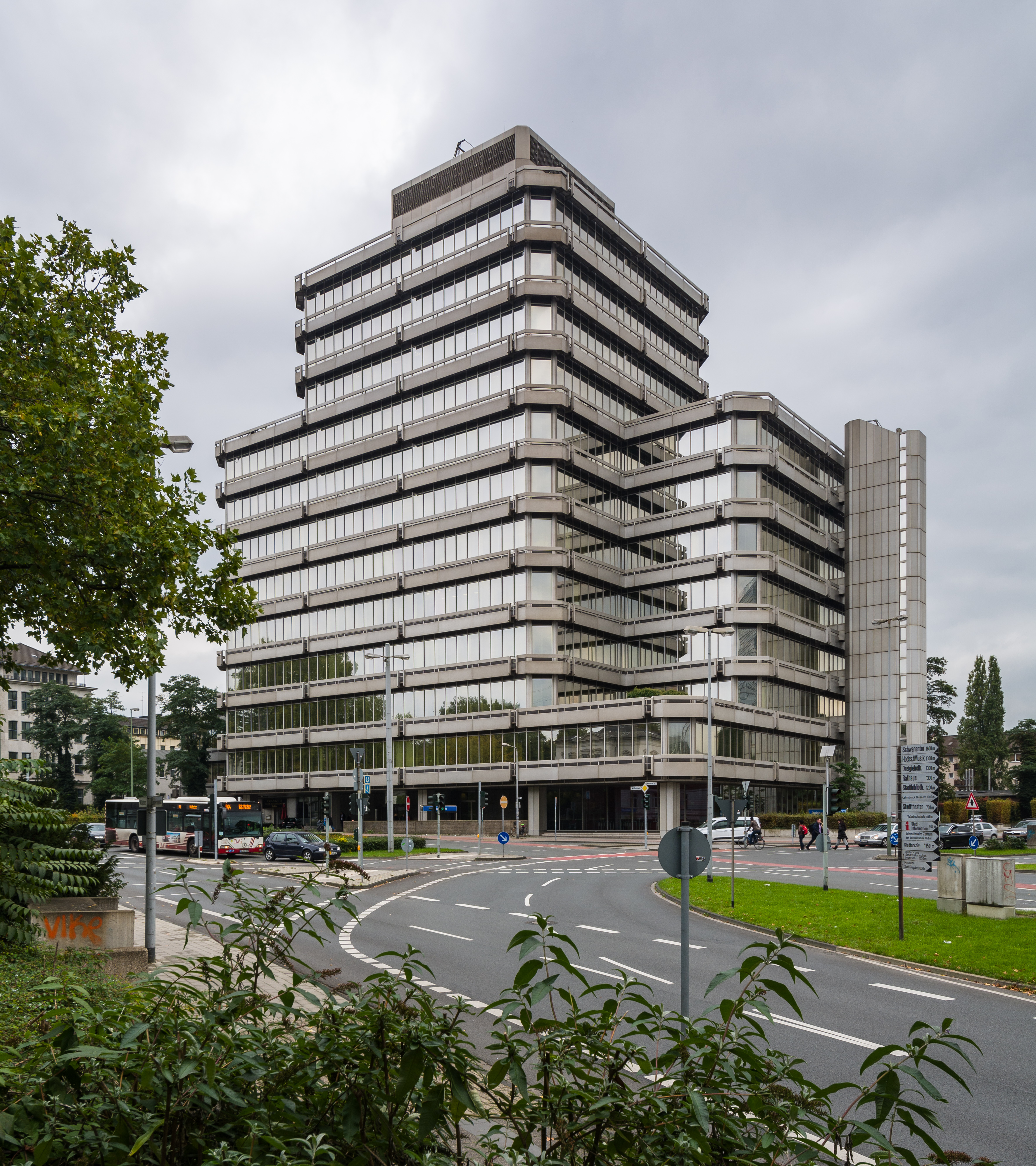
Silberpalais in Duisburg

Hubert Petschnigg (* 31. Oktober 1913 in Klagenfurt; † 15. September 1997 auf Burg Pyrmont) war ein österreichischer Architekt, der seit 1948 in Düsseldorf lebte und arbeitete.

## Leben
Nach der Matura am Gymnasium in Villach begann Petschnigg 1934 ein Studium der Architektur an der Technischen Hochschule Wien, wo er 1935 in das Corps Hansea Wien eintrat. Er wurde jedoch vor seinem Abschluss für den Wehrdienst herangezogen. Nach dem Ende des Zweiten Weltkrieges setzte er 1946 sein Studium an der Technischen Hochschule Graz bei Karl Raimund Lorenz und Friedrich Zotter fort, das er 1947 als Diplom-Ingenieur abschloss.
Im Jahr 1948 wurde er im Düsseldorfer Architekturbüro von Helmut Hentrich und Hans Heuser tätig. Nach dem Tod von Hans Heuser 1953 trat Petschnigg an seine Stelle und bildete mit Hentrich das Architekturbüro Hentrich-Petschnigg (HP).  1959 wurde das Büro um sechs Partner erweitert und nannte sich darauf HPP Hentrich-Petschnigg & Partner. 1962 wurde Petschnigg das Band des Corps Marchia Brünn verliehen. 1977 wurde er von der Technischen Universität Graz zum Ehrensenator ernannt. 1982 erhielt er das Bundesverdienstkreuz 1. Klasse des Verdienstordens der Bundesrepublik Deutschland, was ihn als Österreicher besonders ehrte. 1988 wurde er Ehrenmitglied des Ingenieur- und Architektenverbandes Nordrhein-Westfalen.
Petschniggs besonderes Interesse galt der Denkmalpflege. Er sanierte alte Bauten, darunter seine eigene Burg Pyrmont in der Eifel, auf der er als Burgherr mit seiner Frau seinen Lebensabend verbrachte.

## Werke
Die größten Werke von Petschnigg entstanden im Rahmen seiner Tätigkeiten bei HPP, sodass die nachfolgende Liste auch eine Auswahl von Projekten des Architekturbüros ist.
- Bayer-Hochhaus in Leverkusen (1963 fertiggestellt, 2012/13 abgerissen)
- BASF-Hochhaus in Ludwigshafen am Rhein (1957 fertiggestellt, 2013/14 abgerissen)
- Carsch-Haus in Düsseldorf
- Finnlandhaus in Hamburg (1966 fertiggestellt)
- IBM-Niederlassung in Düsseldorf (1978 fertiggestellt)
- Innenministerium des Landes Nordrhein-Westfalen in Düsseldorf (1980 fertiggestellt)
- ehemaliges Kasino R 55 (Werkskantine) des Bayer-Werks Krefeld-Uerdingen (1960–1961, unter Denkmalschutz)
- RWI-Haus in Düsseldorf (1973 fertiggestellt)
- Ruhr-Universität Bochum (1974 fertiggestellt)
- Deutsch-Japanisches Center, Düsseldorf (1978 fertiggestellt)
- Silberpalais in Duisburg (1978 fertiggestellt)
- Standard Bank Centre in Johannesburg (1970 fertiggestellt)
- Sternhaus in Düsseldorf (1972 fertiggestellt)
- Thyssen-Haus in Düsseldorf (1960 fertiggestellt)
- Trinkaus-Center in Düsseldorf (1975 fertiggestellt)
- TÜV Rheinland Gebäude in Köln (1974 fertiggestellt)
- VEBA-Hauptverwaltung in Düsseldorf (am 11. Dezember 1974 übergeben)
- Vierscheibenhaus des WDR in Köln (1970 fertiggestellt)